# Molophilus (Molophilus) ohakunensis
Molophilus (Molophilus) ohakunensis is een tweevleugelige uit de familie steltmuggen (Limoniidae). De soort komt voor in het Australaziatisch gebied.